# Éric Meunié
Éric Meunié est un écrivain français né le 16 mai 1960 à Paris.

## Œuvres

### Revue
- L’Absolu manifeste (direction de la rédaction), Clancier Génaud, cinq parutions de 1983 à 1988

### Livres
- Deux étincelles, tes aïeules, photographies de Pierre Meunié d'Hostel, Créaphis, 1990
- L'Enseignement du second degré, Créaphis, 1993
- Surimpression, Créaphis, 1998
- Confusion de peines, P.O.L, 2001
- Auto Mobile Fiction, P.O.L, 2006
- Poésie complète, préface d'Éric Chevillard, Exils, 2006
- Le Prostituant, CIPM/Spectres familiers, 2007
- Petite madame, voici le catalogue, peintures d’Emilie Dumas, Voix/Richard Meïer, 2020

### Textes parus en revue
- « Judas », Libre rapport sur le milieu, collectif anonyme, 1980
- « Quinze minutes avec Morrissey », Moderne, 1984
- « Les mots dilatés de Luca », Libération, 1989
- « À hauteur d’aujourd’hui », catalogue Récits d’enfance, Maison de la Villette, 1990
- « Une chambre connotée. Galerie de portraits », Antigone n°17, 1992
- « Voir son exécution télévisée », Libération, 1er septembre 1994
- « Sous le manteau », Revue de littérature générale 96/2, P.O.L
- « Stèles du Sténopé », NRF, Gallimard, janvier 1998
- « Un trou perdu, Paris guide », Brøndum, Copenhague, 1999
- « Table des matières », Catalogue anniversaire des éditions Créaphis, 2002
- « Tout salaire mérite misère », Chiche Capon n°1, 2018
- « L’habitude fait le paysage », Papiers, la revue de France Culture n°25, 2018
- « À l’Alcazar », Instinct nomade n°4, « Jim Morrison », 2019
- « Du livre virtuel », Papiers, la revue de France Culture n°28, 2019

### Textes critiques
- Préface à Sens magique, de Malcolm de Chazal, Lachenal & Ritter, 1984
- « Jean Vuilleumier. Présence à l’infini ; Gai comme un Chubac », Kanal magazine, 1984
- « Une suite un peu courbe », dans Cent mille et une boules. 100 001 boules, de Parant & Co, Le Castor astral, 1985
- « Envoi », préface à Correspondances avec Jean Paulhan, suivi de L'Unisme, de Malcolm de Chazal, L’Ether vague, 1986
- « La conscience du jeune Z. Marie NDiaye », Impressions du Sud, 1986
- « Laboratoire central de contrôle (Medec) », dans Contributions. Sur Malcolm de Chazal, collectif, L’Ether vague, 1996
- « Toute la science future des sensations », dans Portrait de l’éditeur en montreur d’ours, de Patrice Thierry, L’Ether vague, 1999
- « Sur le rapport des yeux avec le pli de l’analogie », Cahiers du refuge, 1999
- « Un chimiste de talent », avant-propos à Pensées, de Malcolm de Chazal, Exils, 1999
- « L’identité », dans Le Grand Livre de Jean-Luc Parant, La Différence, 2001
- « À la façon d’un éventail. Christian Gabrielle Guez Ricord », Cahier critique de poésie n°3, 2002
- « Chazalée », La Revue littéraire n°1, avril 2004
- « Ils se retournent tous sur lui… », dans Dix-sept artistes à 17 ans, collectif, Musée Rimbaud, 2004
- « Dans les derniers temps », Jean-Luc Parant. De l’infime à l’infini et retour. Portrait de l'artiste en boule, collectif, Actes Sud, 2007
- « Cristallisation », Europe n°1081, « Malcolm de Chazal », mai 2019
- « Dragon rose remue la mer », Europe n°1099, « Eugène Savitzkaya », 2020
- « Avril 2018 inachevé », Le Bout des Bordes, n°15, 2011/2021